# Ангулем-Нор
Ангуле́м-Нор (фр. Angoulême-Nord) — кантон во Франции, находится в регионе Пуату — Шаранта, департамент Шаранта. Входит в состав округа Ангулем.
Код INSEE кантона — 1603. В кантон Ангулем-Нор входит одна коммуна — Ангулем.
Население кантона на 2007 год составляло 13 764 человека.